# Jarrett Jack
Jarrett Matthew Jack (Fort Washington, Maryland, 28 de octubre de 1983) es un exjugador de profesional baloncesto y actual entrenador. Con 1,91 metros de estatura, jugaba en la posición de base. Jack asistió a cuatro diferentes institutos en Carolina del Norte, Maryland y Massachusetts antes de jugar a nivel universitario para Georgia Tech. Desde 2021 ejerce de entrenador asistente.

## Carrera

### Universidad
Asistió al Instituto de Tecnología de Georgia, y en su segundo año guio los Yellow Jackets a la final de la NCAA promediando 12,5 puntos por noche y 5,1 asistencias. En su último año en los Yellow Jackets sus promedios fueron de 15,5 puntos, 4,8 rebotes y 4,5 asistencias.
Tras su año júnior en la universidad, optó por declararse elegible para el Draft de 2005.

### Profesional

#### NBA
Fue seleccionado por Denver Nuggets en la 22ª posición, pero inmediatamente fue traspasado a Portland Trail Blazers a cambio de Linas Kleiza (la 27ª elección de draft) y Ricky Sánchez (la 35ª).
En su año rookie no jugó muchos minutos, pero en su segundo año, cuando el base Sebastian Telfair fue traspasado a Boston Celtics, Jack comenzó a jugar de titular en los Blazers. En su segunda campaña en la liga sus estadísticas se han incrementado sustancialmente, promediando más de 12 puntos y 5 asistencias, mejorando los 6,7 puntos y 2,8 asistencias de su año de novato.
El 26 de junio de 2008 fue traspasado a Indiana Pacers junto con Brandon Rush a cambio de Ike Diogu y Jerryd Bayless. El 11 de julio de 2009, Jack firmó un contrato con Toronto Raptors por 20 millones de dólares y cuatro años.
El 20 de noviembre de 2010, Jack fue traspasado a New Orleans Hornets junto con Marcus Banks y David Andersen a cambio de Peja Stojakovic y Jerryd Bayless.
El 11 de julio de 2012, fue traspasado a los Golden State Warriors en un intercambio que involucró a tres equipos incluyendo a los Philadelphia 76ers y los New Orleans Hornets.
El 22 de febrero de 2013, Jack registró un doble-doble con 30 puntos y 10 asistencias contra los San Antonio Spurs y se convirtió en el primer jugador de la banca en registrar dichos números desde Magic Johnson en 1996.
Al final de la temporada, Jack terminó tercero en las votaciones por el Mejor Sexto Hombre del Año, detrás de J.R. Smith de los New York Knicks y Jamal Crawford de Los Angeles Clippers.
El 12 de julio de 2013, Jack firmó con Cleveland Cavaliers.
El 10 de julio de 2014, Jack fue traspasado a los Brooklyn Nets en traspaso de tres equipos involucrando a los Cleveland Cavaliers y los Boston Celtics.
Jack estuvo en los Brooklyn Nets hasta el 30 de junio de 2016 donde ya llevaba 6 meses lesionado y el equipo de Brooklyn lo decidió cortar.
El 10 de julio de 2016 Jack firmó un contrato con los Atlanta Hawks para ayudar en el puesto de base al joven Dennis Schröder.
Pero los Atlanta Hawks cortaron a Jack ya que no pudo debutar porque todavía no se había recuperado de su lesión.
El 25 de febrero de 2017 ya recuperado de su lesión Jack decidió firmar con los New Orleans Pelicans.
El 15 de septiembre de 2017, Jack firma con una temporada con los New York Knicks.
Jack firma con los Pelicans el 19 de septiembre de 2018, pero es cortado el 13 de octubre.

#### G League
El 5 de marzo de 2019, Jack firma con los Sioux Falls Skyforce de la G League y renovado el 26 de noviembre de 2019.
El 14 de enero de 2021, firma con los NBA G League Ignite hasta final de temporada.

### Entrenador
El 7 de agosto de 2021, fue contratado como técnico asistente de Monty Williams en los Phoenix Suns.

## Estadísticas de su carrera en la NBA

### Temporada regular
| Año     | Equipo       | PJ  | PT  | MPP  | %TC  | %3P  | %TL   | RPP | APP | ROB | TPP | PPP  |
| ------- | ------------ | --- | --- | ---- | ---- | ---- | ----- | --- | --- | --- | --- | ---- |
| 2005-06 | Portland     | 79  | 4   | 20.2 | .442 | .263 | .800  | 2.0 | 2.8 | .5  | .0  | 6.7  |
| 2006-07 | Portland     | 79  | 79  | 33.6 | .454 | .350 | .871  | 2.6 | 5.3 | 1.1 | .1  | 12.0 |
| 2007-08 | Portland     | 82  | 16  | 27.2 | .431 | .342 | .867  | 2.9 | 3.8 | .7  | .0  | 9.9  |
| 2008-09 | Indiana      | 82  | 53  | 33.1 | .453 | .353 | .852  | 3.4 | 4.1 | 1.1 | .2  | 13.1 |
| 2009-10 | Toronto      | 82  | 43  | 27.4 | .481 | .412 | .842  | 2.7 | 5.0 | .7  | .1  | 11.4 |
| 2010-11 | Toronto      | 13  | 13  | 26.7 | .393 | .167 | .870  | 3.2 | 4.5 | 1.1 | .0  | 10.8 |
| 2010-11 | New Orleans  | 70  | 2   | 19.6 | .412 | .345 | .845  | 1.9 | 2.6 | .6  | .1  | 8.5  |
| 2011-12 | New Orleans  | 45  | 39  | 34.0 | .456 | .348 | .872  | 3.9 | 6.3 | .7  | .2  | 15.6 |
| 2012-13 | Golden State | 79  | 4   | 29.7 | .452 | .404 | .843  | 3.1 | 5.6 | .8  | .1  | 12.9 |
| 2013-14 | Cleveland    | 80  | 31  | 28.2 | .410 | .341 | .839  | 2.8 | 4.1 | .7  | .3  | 9.5  |
| 2014-15 | Brooklyn     | 80  | 27  | 28.0 | .439 | .267 | .881  | 3.1 | 4.7 | .9  | .2  | 12.0 |
| 2015-16 | Brooklyn     | 32  | 32  | 32.1 | .391 | .304 | .893  | 4.3 | 7.4 | 1.1 | .2  | 12.8 |
| 2016-17 | New Orleans  | 2   | 0   | 16.5 | .667 | .000 | 1.000 | 0.0 | 2.5 | 1.0 | .0  | 3.0  |
| 2017-18 | New York     | 62  | 56  | 25.0 | .427 | .291 | .840  | 3.1 | 5.6 | .6  | .1  | 7.5  |
| Total   | Total        | 867 | 399 | 27.8 | .440 | .343 | .855  | 2.9 | 4.6 | .8  | .1  | 10.8 |

### Playoffs
| Año   | Equipo       | PJ | PT | MPP  | %TC  | %3P  | %TL   | RPP | APP | ROB | TPP | PPP  |
| ----- | ------------ | -- | -- | ---- | ---- | ---- | ----- | --- | --- | --- | --- | ---- |
| 2011  | New Orleans  | 6  | 0  | 18.5 | .353 | .000 | .688  | 2.5 | 2.2 | .2  | .2  | 5.8  |
| 2013  | Golden State | 12 | 4  | 35.5 | .506 | .292 | .896  | 4.4 | 4.7 | .9  | .3  | 17.2 |
| 2015  | Brooklyn     | 6  | 0  | 25.5 | .519 | .333 | 1.000 | 4.2 | 4.5 | 1.2 | .2  | 12.3 |
| Total | Total        | 24 | 4  | 28.8 | .488 | .273 | .870  | 3.9 | 4.0 | .8  | .3  | 13.1 |